# Município de Licking (condado de Muskingum, Ohio)
O município de Licking (em inglês: Licking Township) é um município localizado no condado de Muskingum no estado estadounidense de Ohio. No ano de 2010 tinha uma população de 2.277 habitantes e uma densidade populacional de 34,12 pessoas por km².

## Geografia
O município de Licking encontra-se localizado nas coordenadas 40° 03′ 08″ N, 82° 08′ 38″ O. Segundo o Departamento do Censo dos Estados Unidos, o município tem uma superfície total de 66.73 km², da qual 64,86 km² correspondem a terra firme e (2,8 %) 1,87 km² é água.

## Demografia
Segundo o censo de 2010, tinha 2.277 habitantes residindo no município de Licking. A densidade populacional era de 34,12 hab./km². Dos 2.277 habitantes, o município de Licking estava composto pelo 97,5 % brancos, o 0,61 % eram afroamericanos, o 0,04 % eram amerindios, o 0,22 % eram asiáticos, o 0,04 % eram de outras raças e o 1,58 % eram de uma mistura de raças. Do total da população o 0,4 % eram hispanos ou latinos de qualquer raça.